# Tayyar
Tayyar – turecki torpedowiec z końca XIX wieku, jedna z dwóch zbudowanych w Niemczech jednostek typu Berk Efşan. Okręt został zbudowany w stoczni Germaniawerft w Kilonii, po czym w sekcjach dostarczony do tureckiej stoczni Tersâne-i Âmire w Stambule i tam zwodowany w 1892 roku. Torpedowiec został wcielony w skład marynarki Imperium Osmańskiego w 1894 roku, a służbę zakończył w 1909 roku. Okręt został złomowany w 1921 roku.

## Projekt i budowa
Dwa torpedowce typu Berk Efşan zostały zamówione przez Turcję w Niemczech 23 października 1886 roku. „Tayyar” zbudowany został w stoczni Germaniawerft w Kilonii (numer stoczniowy 39), po czym w sekcjach dostarczony do tureckiej stoczni Tersâne-i Âmire w Stambule. Stępkę okrętu położono w 1891 roku, a zwodowany został w 1892 roku .

## Dane taktyczno-techniczne
Okręt był torpedowcem z kadłubem wykonanym ze stali. Długość całkowita wynosiła 59,9 metra, szerokość 6,6 metra i zanurzenie 2,4 metra . Wyporność normalna wynosiła 230 ton. Jednostka napędzana była przez dwie pionowe trzycylindrowe maszyny parowe potrójnego rozprężania Germania o łącznej mocy 3500 KM, do których parę dostarczały dwa kotły lokomotywowe, także wyprodukowane w macierzystej stoczni . Prędkość maksymalna napędzanego dwiema śrubami okrętu wynosiła 21 węzłów . Zapas węgla wynosił 75 ton .
Na uzbrojenie artyleryjskie jednostki składało się sześć pięciolufowych działek rewolwerowych kalibru 37 mm L/30 Kruppa . Broń torpedową stanowiły dwie pojedyncze dziobowe wyrzutnie kalibru 428 mm z łącznym zapasem czterech torped .
Załoga okrętu składała się z 8 oficerów i 42 podoficerów i marynarzy .

## Służba
Po przeprowadzeniu prób morskich „Tayyar” został w 1894 roku wcielony w skład marynarki wojennej Imperium Osmańskiego . W 1896 roku torpedowiec był w stanie osiągnąć prędkość zaledwie 17 węzłów. W 1906 roku jednostkę uznano za niezdatną do dalszej służby. W 1909 roku okręt skreślono z listy floty, a w 1921 roku został złomowany.